# Спицов, Денис Сергеевич
Денис Сергеевич Спицов (род. 16 августа 1996, Вожега, Вологодская область) — российский лыжник, олимпийский чемпион в эстафете (2022), четырёхкратный призёр Олимпийских игр (2018, 2022), бронзовый призёр общего зачёта многодневной гонки Тур де Ски 2021, победитель и призёр этапов Кубка мира. Заслуженный мастер спорта России.

## Биография
Выступает за Тюменскую область и спортивное общество ЦСКА. Тренеры — Е. С. Ванюков, А. Н. Иванов, в сборной — Ю. В. Бородавко.
Неоднократный призёр чемпионатов мира среди юниоров (2015, 2016, 2017, 2018), в том числе в 2015 году завоевал золото в эстафете и серебро в гонке на 10 км, в 2016 году стал серебряным призёром в эстафете 4х5 км, в 2017 году в Парк-Сити (США) завоевал «бронзу» в скиатлоне и «бронзу» в гонке на 15 км свободным стилем, в 2018 в Гомсе (Швейцария) занял первое место в скиатлоне и второе в гонке на 15 км классическим стилем.
Во взрослых соревнованиях участвует с сезона 2015/2016. Серебряный призёр чемпионата России 2016 года в эстафете, серебряный призёр 2017 года в эстафете и скиатлоне. Победитель этапов кубка России. Серебряный призёр III зимних Всемирных военных игр в Сочи-2017 в гонке на 15 км свободным стилем. Победитель международных гонок FIS.
С сезона 2017/2018 принимает участие в Кубке мира. На финальном этапе «Тур де Ски» 2018 года (подъём на 9 км) показал третье чистое время, однако этот результат не имел спортивного значения, а в общем зачёте стал 13-м. В общем зачёте Кубка мира 2017/2018 по состоянию на январь 2018 года идёт на четвёртом месте среди спортсменов до 23 лет.
На Зимних Олимпийских играх в Корее в скиатлоне на старте Денис оказался в завале вместе с норвежским спортсменом Крюгером (как оказалось позднее — Олимпийским чемпионом на этой дистанции). Но, сумев догнать лидирующую группу, на протяжении второго отрезка находился среди лидеров и только на финише пропустил вперёд себя трёх норвежцев, заняв четвёртое место и став первым среди молодых спортсменов-лыжников в возрасте до 23 лет. В гонке с раздельным стартом на 15 км Спицов показал третье время и завоевал первую для себя Олимпийскую медаль.
В эстафете 4x10 км Спицову был доверен последний этап. Первые два этапа эстафета складывалась для россиян очень хорошо: Андрей Ларьков на своём этапе лишь немного уступил представителю Казахстана Алексею Полторанину, а Александр Большунов и вовсе вывел Россию на первое промежуточное место, привезя ближайшим преследователям из Италии 24 секунды. Однако, бежавший 3-й этап Алексей Червоткин, совсем недавно восстановившийся после болезни, передал эстафету Спицову уже с отставанием в 16 секунд от лидера. Денис начал погоню и к началу 3-го круга сумел достать до пары лидеров — норвежца Клебо и француза Бакшайдера. Героически сражавшись, Денис завоевал для России олимпийское серебро.
На XXIV зимних Олимпийских играх в феврале 2022 года в Пекине, Денис во второй день соревнований 6 февраля 2022 года в личных соревнованиях в скиатлоне завоевал олимпийскую серебряную медаль.
Денис Спицов является военнослужащим войск национальной гвардии Российской Федерации. В феврале 2022 года присвоено воинское звание «капитан».

## Результаты на крупнейших соревнованиях

### Зимние Олимпийские игры
| Олимпийские игры | Спринт | Командный спринт | 15 км | 15+15 км | 50 км | Эстафета |
| ---------------- | ------ | ---------------- | ----- | -------- | ----- | -------- |
| 2018 Пхёнчхан    | —      | 2                | 3     | 4        | 20    | 2        |
| 2022 Пекин       | —      | —                | —     | 2        | 6     | 1        |

### Чемпионаты мира по лыжным видам спорта
| Чемпионат мира | Спринт | Командный спринт | 15 км | 15+15 км | 50 км | Эстафета |
| -------------- | ------ | ---------------- | ----- | -------- | ----- | -------- |
| 2019 Зефельд   | —      | —                | —     | 21       | 28    | —        |

### Результаты выступлений в Кубке мира
| 2020/2021 Итоги | 2020/2021 Итоги | Рука   | Рука         | Рука        | Тур  | Лиллехаммер | Лиллехаммер | Лиллехаммер | Давос  | Давос        | Дрезден | Дрезден | Валь-Мюстаир | Валь-Мюстаир | Валь-Мюстаир | Тоблах       | Тоблах      | Валь-ди-Фьемме | Валь-ди-Фьемме | Валь-ди-Фьемме | Тур де Ски | Лахти    | Лахти | Фалун        | Фалун       | Фалун  | Ульрисехамн | Ульрисехамн | Нове-Место | Нове-Место   | Энгадин     | Энгадин     | Пекин  | Пекин    | Пекин       | Финал Кубка мира |
| Очков           | Место           | Спр КС | 15 км Инд КС | 15 км Пр СС | Итог | Спр КС      | 30 км Ск    | Эст         | Спр СС | 15 км Инд СС | Спр СС  | КСпр СС | Спр СС       | 15 км МС КС  | 15 км Пр СС  | 15 км Инд СС | 15 км Пр КС | 15 км МС КС    | Спр КС         | 10 км МС СС    | Итог       | 30 км Ск | Эст   | 15 км Инд СС | 15 км МС КС | Спр КС | Спр СС      | КСпр СС     | Спр КС     | 15 км Инд СС | 15 км МС КС | 50 км Пр СС | Спр СС | 15 км Ск | 15 км Пр КС | Итог             |
| 567             | 9               | —      | —            | —           | —    | отмена      | отмена      | отмена      | —      | 9            | —       | —       | 45           | 5            | 4            | 2            | 7           | 20             | 35             | 1              | 3          | 11       | DSQ   | 10           | 12          | DNS    | —           | —           | отмена     | отмена       | —           | —           | отмена | отмена   | отмена      | отмена           |

| 2019/2020 Итоги | 2019/2020 Итоги | Рука   | Рука         | Рука        | Тур  | Лил      | Лил | Давос  | Давос        | Планица | Планица | Лен         | Лен    | Тоблах       | Тоблах      | Валь-ди-Фьемме | Валь-ди-Фьемме | Валь-ди-Фьемме | Тур де Ски | Дрезден | Дрезден | Нове-Место   | Нове-Место  | Обер     | Обер   | Фалун  | Фалун       | Эстерсунд    | Эстерсунд   | Оре    | Мерокер     | Тронхейм | Тронхейм    | Ski Tour | Лахти        | Лахти | Драм   | Осло        | Квебек | Квебек  | Мин    | Sprint Tour | Канмор      | Канмор      | Канмор |
| Очков           | Место           | Спр КС | 15 км Инд КС | 15 км Пр СС | Итог | 30 км Ск | Эст | Спр СС | 15 км Инд СС | Спр СС  | КСпр СС | 15 км МС СС | Спр СС | 15 км Инд СС | 15 км Пр КС | 15 км МС КС    | Спр КС         | 10 км МС СС    | Итог       | Спр СС  | КСпр СС | 15 км Инд СС | 15 км Пр КС | 30 км Ск | Спр КС | Спр КС | 15 км МС СС | 15 км Инд СС | 15 км Пр КС | Спр СС | 34 км МС СС | Спр КС   | 30 км Пр КС | Итог     | 15 км Инд КС | Эст   | Спр СС | 50 км МС КС | Спр КС | КСпр СС | Спр СС | Итог        | 15 км МС СС | 15 км Пр КС | СмЭст  |
| 474             | 15              | —      | —            | —           | —    | 8        | 2   | —      | 6            | —       | —       | 19          | 40     | 10           | 18          | 7              | 10             | 4              | 11         | —       | —       | —            | —           | 15       | —      | —      | 21          | 9            | 15          | 10     | 17          | 20       | 21          | 21       | —            | 3     | —      | —           | отмена | отмена  | отмена | отмена      | отмена      | отмена      | отмена |

| 2018/2019 Итоги | 2018/2019 Итоги | Рука   | Рука         | Лил    | Лил          | Лил         | Тур  | Бейтостолен  | Бейтостолен | Давос  | Давос        | Тоблах | Тоблах       | Валь-Мюстаир | Обер        | Обер        | Валь-ди-Фьемме | Валь-ди-Фьемме | Тур де Ски | Дрезден | Дрезден | Отепя  | Отепя        | Ульрисехамн  | Ульрисехамн | Лахти  | Лахти   | Конь   | Конь         | Осло        | Драммен | Фалун  | Фалун        | Квебек | Квебек      | Квебек      | Финал Кубка мира |
| Очков           | Место           | Спр КС | 15 км Инд КС | Спр CС | 15 км Инд СС | 10 км Пр КС | Итог | 30 км Инд СС | Эст         | Спр СС | 15 км Инд СС | Спр СС | 15 км Инд СС | Спр СС       | 15 км МС КС | 15 км Пр СС | 15 км МС КС    | 9 км Пр СС     | Итог       | Спр СС  | КСпр СС | Спр КС | 15 км Инд КС | 15 км Инд СС | Эст         | Спр СС | КСпр КС | Спр СС | 15 км Инд КС | 50 км МС КС | Спр КС  | Спр СС | 15 км Инд СС | Спр СС | 15 км МС КС | 15 км Пр СС | Итог             |
| 428             | 18              | —      | —            | 43     | 3            | 62          | 27   | 8            | 2           | —      | 4            | 53     | 7            | 43           | 41          | 14          | 8              | 8              | 8          | —       | —       | —      | 20           | 31           | 1           | —      | —       | 16     | 15           | —           | —       | —      | 17           | 30     | 34          | 37          | 37               |

| 2017/2018 Итоги | 2017/2018 Итоги | Рука   | Рука         | Рука        | Тур  | Лиллехаммер | Лиллехаммер | Давос  | Давос        | Тоблах       | Тоблах      | Ленцерхайде | Ленцерхайде  | Ленцерхайде | Оберстдорф  | Валь-ди-Фьемме | Валь-ди-Фьемме | Тур де Ски | Дрезден | Дрезден | Планица | Планица      | Зефельд | Зефельд     | Лахти  | Лахти        | Драммен | Осло        | Фалун  | Фалун       | Фалун       | Финал Кубка мира |
| Очков           | Место           | Спр КС | 15 км Инд КС | 15 км Пр СС | Итог | Спр КС      | 30 км Ск    | Спр СС | 15 км Инд СС | 15 км Инд СС | 15 км Пр КС | Спр СС      | 15 км Инд КС | 15 км Пр СС | 15 км МС СС | 15 км МС КС    | 9 км Пр СС     | Итог       | Спр СС  | КСпр СС | Спр КС  | 15 км Инд КС | Спр СС  | 15 км МС КС | Спр СС | 15 км Инд КС | Спр КС  | 50 км МС СС | Спр СС | 15 км МС КС | 15 км Пр СС | Итог             |
| 376             | 20              | —      | —            | —           | —    | —           | —           | 77     | 7            | 11           | 14          | 42          | 40           | 29          | 62          | 15             | 3              | 13         | —       | —       | —       | —            | —       | —           | —      | —            | —       | 5           | 48     | 25          | 6           | 10               |

## Награды и звания
- Орден Почёта (25 февраля 2022 года) — за высокие спортивные достижения, волю к победе, стойкость и целеустремлённость, проявленные на XXIV Олимпийских зимних играх 2022 года в городе Пекине (Китайская Народная Республика)[10];
- Орден Дружбы (27 февраля 2018 года) — за высокие спортивные достижения на XXIII Олимпийских зимних играх 2018 года в городе Пхёнчхане, проявленные волю к победе, стойкость и целеустремлённость[11];
- Медаль «За проявленную доблесть» I степени (2018 год, Росгвардия)[12];
- Заслуженный мастер спорта России (16 февраля 2018 года)[13].